# Elena Antalová
Elena Antalová (* 13. února 1938 Banská Bystrica, Československo) je slovenská redaktorka, dramatička a osvětová pracovnice.

## Životopis
Původně osvětová pracovnice, později redaktorka v různých časopisech, od roku 1984 v časopisu Javisko. Jako dramatička debutovala 1959 rozhlasovou hrou Lujza a Lotka. Podle literárních předloh napsala více než 20 her pro všechny věkové kategorie mladých posluchačů. Jedná se o autorku her pro dospívající mládež i pro dospělé, je spoluautorkou rozhlasového seriálu Čo nového Bielikovci?

## Ocenění
- 1975 Cena za debut
- 1983 na 8. festivalu původních slovenských rozhlasových her v Piešťanech získala hlavní cenu